# Bihariosaurus
Бихориозавр (лат. Bihariosaurus) — род травоядных орнитоподовых динозавров из нижнего мела Румынии. Типовой и единственный вид Bihariosaurus bauxiticus бы назван и описан румынским палеонтологом Флорианом Маринеску в 1989 году. Родовое имя означает «ящер из Бихора» по названию горного массива в Румынии. Видовое имя означает «бокситовый», что ссылается на место нахождение остатков — бокситовую шахту.

## История исследования
В 1978—1979 годах Флориан Маринеску в бокситовой шахте в слое, датированном берриасским ярусом, около 142 млн лет назад, собственноручно собрал коллекцию из более чем 500 костей орнитоподов, и в 1989 году на основе разрозненных зубов и остатков конечностей (слитые кости запястья) — голотип MTCO 7601 — описал новый род и вид.

## Описание
Бихориозавр был в длину около трёх метров. Небольшой размер динозавра, относимого к игуанодонтидам, объяснялся островной карликовостью, так как в то время бихориозавр обитал на острове 40 км в поперечнике.

## Филогения
Первоначально описан как представитель игуанодонтид. В 1997 году его отнесли к продвинутым камптозавридам. Часть окаменелостей были отнесены к Valdosaurus и гипсилофодону. Если эти фрагментарные остатки принадлежат одной особи, тогда вид Bihariosaurus bauxiticus имеет право на существование. Сейчас бихориозавр рассматривается как nomen nudum, поскольку нет диагностического описания и возможности отличить его кости от других орнитопод.